# Temporada da NHL de 1979–80
A temporada da NHL de 1979–80 foi a 63.ª temporada da National Hockey League (NHL). Vinte e um times jogaram 80 jogos cada. Essa temporada viu a entrada de quatro times depois do colapso da World Hockey Association (WHA) como equipes de expansão. O Edmonton Oilers, Winnipeg Jets, New England Whalers (depois renomeado "Hartford Whalers" por conta da insistência do Boston Bruins), e Quebec Nordiques se juntaram à NHL, fazendo um total de 21 times. Os outros dois times da WHA (Birmingham Bulls e Cincinnati Stingers) não entraram.
A temporada também marcou a oitava e última temporada do Flames em Atlanta, antes da franquia se mudar para Calgary. A NHL retornaria à capital da Georgia em 1999 com a estreia do Thrashers.
O colapso da WHA também motivou a ida do jovem astro Wayne Gretzky para a NHL com o Edmonton Oilers. Gretzky empataria com Marcel Dionne na artilharia com 137 pontos e capturaria o Troféu Memorial Hart como melhor jogador, enquanto Dionne levou para casa o Troféu Art Ross como maior artilheiro em virtude de ter marcado mais dois golss. Ao lado de Gretzky, muitos jogadores fizeram sua estreia na NHL nessa temporada, tanto por conta da fusão com a WHA como por causa de uma mudança no regulamento do Draft, com a permissão da entrada de jogadores de dezoito e de dezenove anos. Não menos que seis integrantes do Hall da Fama (Gretzky, Ray Bourque, Mark Messier, Mike Gartner, Michel Goulet e Joe Mullen; Mullen não foi escolhido) estrearam nessa temporada junto com outros astros menos famosos.
O grande momento da temporada regular foi a sequência recorde de jogos sem derrota conseguida pelo Philadelphia Flyers. Após começar a temporada com uma vitória por 5–2 sobre o New York Islanders e uma derrota por 9–2 para o Atlanta Flames, o Flyers não perdeu novamente por quase três meses, ganhando ao menos um ponto em todos os jogos entre a vitória por 4–3 sobre Toronto em 14 de outubro de 1979, e o triunfo de 4–2 sobre Buffalo em 6 de janeiro de 1980, um total de 35 jogos. Esta permanece como a maior sequência invicta na história nas Ligas Profissionais Norte-Americanas.

## Temporada regular
Com 21 times na liga, o calendário da temporada regular foi estabelecido sem separação de jogos por afiliação divisional. Cada equipe enfrentou as outras 20 por quatro vezes na temporada, duas em casa e duas como visitante. Além disso, uma nova estrutura de playoff foi introduzida com os quatro vencedores das divisões e os próximos 12 times com o melhor desempenho se classificando. Os vencedores das Divisões não tiveram garantia de cabeças-de-chave e as divisões foram ignoradas na determinação dos duelos dos playoffs. Porém, o agrupamento por divisões deu a certeza de que, mesmo que os cinco piores times fossem da mesma divisão, o vencedor desta se classificaria mesmo tendo apenas o 17º melhor resultado na temporada regular. Exceto por aquela possibilidade remota, as afiliações divisionais foram irrelevantes e não tiveram efeito nas classificações para os playoffs e no ranqueamento. Após alguns meses do início da temporada, o Detroit Red Wings começou a jogar na Joe Louis Arena após passar várias temporadas no Olympia.
Nas quatro temporadas anteriores, o Boston Bruins havia ficado em primeiro na Divisão Adams. Esta temporada viu o Buffalo Sabres destronar o Bruins na Adams. O New York Islanders havia terminado no primeiro lugar geral da NHL na temporada passada, com 116 pontos, mas perdeu nas semifinais dos playoffs para o New York Rangers. Esta temporada os viu cair consideravelmente, terminando em quarto lugar geral com 91 pontos, uma distância de 25 para o término da temporada anterior. Por outro lado, o Philadelphia Flyers melhorou em 21 pontos da temporada anterior. Sua sequência invicta de 35 jogos (25–0–10) os propeliu para o melhor desempenho na NHL, com 116 pontos.
Todos os quatro times da expansão tiveram desempenhos fraquíssimos, abaixo de 0,500. O Hartford Whalers fez a melhor campanha, com 73 pontos, e o Winnipeg Jets empatou com o Colorado Rockies no último lugar geral com 51 pontos. Hartford (14º geral) e Edmonton (16º geral) se classificaram para os playoffs, mas ambos os times foram varridos por 3-0 em suas respectivas séries.

### Mudança de regra
Em agosto de 1979, John Ziegler, o presidente da NHL, anunciou que capacetes protetores seriam obrigatórios para todos os jogadores da NHL. "A introdução da regra do capacete será um fator extra de segurança", ele disse. A única exceção seria para jogadores que assinaram seus contratos profissionais antes de 1º de junho de 1979. Aqueles jogadores da exceção que escolhessem não usar o capacite teriam de assinar um termo de risco. À época da mudança de regra, cerca de 70% dos jogadores já utilizavam capacetes[carece de fontes?]. O primeiro jogador a utilizar capacete protetor de forma regular foi George Owen do Boston Bruins em 1928. Antes daquilo, a única vez em que equipamentos protetores da cabeça foram usados foi para proteger lesões temporariamente. Craig MacTavish, enquanto jogava pelo Saint Louis Blues, foi o último jogador sem capacete em 1997.

### Classificação final
Nota: J = Partidas jogadas, V = Vitórias, D = Derrotas, E = Empates, Pts = Pontos, GP = Gols pró, GC = Gols contra, PEM=Penalizações em minutos

Times que se classificaram aos playoffs estão destacados em negrito

#### Conferência Príncipe de Gales
| Divisão Adams         | J  | V  | D  | E  | Pts | GP  | GC  |
| --------------------- | -- | -- | -- | -- | --- | --- | --- |
| Buffalo Sabres        | 80 | 47 | 17 | 16 | 110 | 318 | 201 |
| Boston Bruins         | 80 | 46 | 21 | 13 | 105 | 310 | 234 |
| Minnesota North Stars | 80 | 36 | 28 | 16 | 88  | 311 | 253 |
| Toronto Maple Leafs   | 80 | 35 | 40 | 5  | 75  | 304 | 327 |
| Quebec Nordiques      | 80 | 25 | 44 | 11 | 61  | 248 | 313 |

| Divisão Norris      | J  | V  | D  | E  | Pts | GP  | GC  |
| ------------------- | -- | -- | -- | -- | --- | --- | --- |
| Montreal Canadiens  | 80 | 47 | 20 | 13 | 107 | 328 | 240 |
| Los Angeles Kings   | 80 | 30 | 36 | 14 | 74  | 290 | 313 |
| Pittsburgh Penguins | 80 | 30 | 37 | 13 | 73  | 251 | 303 |
| Hartford Whalers    | 80 | 27 | 34 | 19 | 73  | 303 | 312 |
| Detroit Red Wings   | 80 | 26 | 43 | 11 | 63  | 268 | 306 |

#### Conferência Clarence Campbell
| Divisão Patrick     | J  | V  | D  | E  | Pts | GP  | GC  |
| ------------------- | -- | -- | -- | -- | --- | --- | --- |
| Philadelphia Flyers | 80 | 48 | 12 | 20 | 116 | 327 | 254 |
| New York Islanders  | 80 | 39 | 28 | 13 | 91  | 281 | 247 |
| New York Rangers    | 80 | 38 | 32 | 10 | 86  | 308 | 284 |
| Atlanta Flames      | 80 | 35 | 32 | 13 | 83  | 282 | 269 |
| Washington Capitals | 80 | 27 | 40 | 13 | 67  | 261 | 293 |

| Divisão Smythe      | J  | V  | D  | E  | Pts | GP  | GC  |
| ------------------- | -- | -- | -- | -- | --- | --- | --- |
| Chicago Black Hawks | 80 | 34 | 27 | 19 | 87  | 241 | 250 |
| St. Louis Blues     | 80 | 34 | 34 | 12 | 80  | 266 | 278 |
| Vancouver Canucks   | 80 | 27 | 37 | 16 | 70  | 256 | 281 |
| Edmonton Oilers     | 80 | 28 | 39 | 13 | 69  | 301 | 322 |
| Winnipeg Jets       | 80 | 20 | 49 | 11 | 51  | 214 | 314 |
| Colorado Rockies    | 80 | 19 | 48 | 13 | 51  | 234 | 308 |

## Playoffs
Com a expansão da liga de 17 para 21 times, os playoffs também foram expandidos, de um torneio de 12 para um de 16 times. Os 16 times eram compostos pelos quatro campeões das Divisões associados aos 12 melhores dos 17 times restantes. Os 16 times classificados foram então ranqueados baseados na pontuação da temporada regular, com os rankings divisionais ignorados. Os líderes das Divisões não receberam mais byes na primeira rodada. Os times foram ranqueados de 1 a 16, com o melhor enfrentando o 16º na primeira rodada, e assim sucessivamente. A Fase Preliminar ocorreu em melhor de cinco. O Atlanta Flames disputou os playoffs pela última vez e depois se mudou para Calgary. Os playoffs retornaram àquela cidade em 2007.

### Final
O nome dos playoffs, todavia, foi Mike Bossy e o New York Islanders. Após um início desanimador da franquia no início dos anos 1970, o Islanders mostrou-se um forte candidato à Copa Stanley e ganhou a primeira de quatro seguidas ao bater o Philadelphia Flyers na prorrogação do Jogo 6 da final. O defensor Denis Potvin marcou um gol crucial na prorrogação do Jogo 1 e a Copa foi vencida quando Bobby Nystrom marcou o gol com assistências de John Tonelli e Lorne Henning aos 7:11 da primeira prorrogação. Ken Morrow tornou-se o primeiro jogador de hóquei na história a ganhar a medalha de ouro olímpica e a Copa Stanley na mesma temporada. O locutor do Hall da Fama Dan Kelly estava narrando o lance-a-lance pela CBS Sports naquele dia, 24 de março de 1980. Foi o último jogo da NHL a ir ao ar na rede televisiva americana por quase dez anos. 

## Playoffs

### Tabela
|  | Fase preliminar | Fase preliminar     | Fase preliminar    |                     |                     | Quartas-de-final    | Quartas-de-final | Quartas-de-final |  |   | Semifinais          | Semifinais | Semifinais |  |   | Final da Copa Stanley | Final da Copa Stanley | Final da Copa Stanley |
|  |                 |                     |                    |                     |                     |                     |                  |                  |  |   |                     |            |            |  |   |                       |                       |                       |
|  | 1               | Philadelphia Flyers | 3                  |                     |                     |                     |                  |                  |  |   |                     |            |            |  |   |                       |                       |                       |
|  | 16              | Edmonton Oilers     | 0                  |                     |                     |                     |                  |                  |  |   |                     |            |            |  |   |                       |                       |                       |
|  | 16              | Edmonton Oilers     | 0                  |                     | 1                   | Philadelphia Flyers | 4                |                  |  |   |                     |            |            |  |   |                       |                       |                       |
|  |                 |                     |                    |                     | 1                   | Philadelphia Flyers | 4                |                  |  |   |                     |            |            |  |   |                       |                       |                       |
|  |                 |                     | 8                  | New York Rangers    | 1                   |                     |                  |                  |  |   |                     |            |            |  |   |                       |                       |                       |
|  | 2               | Buffalo Sabres      | 8                  | New York Rangers    | 1                   | 3                   |                  |                  |  |   |                     |            |            |  |   |                       |                       |                       |
|  | 2               | Buffalo Sabres      |                    |                     |                     | 3                   |                  |                  |  |   |                     |            |            |  |   |                       |                       |                       |
|  | 15              | Vancouver Canucks   | 1                  |                     |                     |                     |                  |                  |  |   |                     |            |            |  |   |                       |                       |                       |
|  | 15              | Vancouver Canucks   | 1                  |                     |                     |                     |                  |                  |  | 1 | Philadelphia Flyers | 4          |            |  |   |                       |                       |                       |
|  |                 |                     |                    |                     |                     |                     |                  |                  |  | 1 | Philadelphia Flyers | 4          |            |  |   |                       |                       |                       |
|  |                 | 6                   | Minn. North Stars  | 1                   |                     |                     |                  |                  |  |   |                     |            |            |  |   |                       |                       |                       |
|  | 3               | 6                   | Minn. North Stars  | 1                   | Montreal Canadiens  | 3                   |                  |                  |  |   |                     |            |            |  |   |                       |                       |                       |
|  | 3               |                     |                    |                     | Montreal Canadiens  | 3                   |                  |                  |  |   |                     |            |            |  |   |                       |                       |                       |
|  | 14              | Hartford Whalers    | 0                  |                     |                     |                     |                  |                  |  |   |                     |            |            |  |   |                       |                       |                       |
|  | 14              | Hartford Whalers    | 0                  |                     | 2                   | Buffalo Sabres      | 4                |                  |  |   |                     |            |            |  |   |                       |                       |                       |
|  |                 |                     |                    |                     | 2                   | Buffalo Sabres      | 4                |                  |  |   |                     |            |            |  |   |                       |                       |                       |
|  |                 |                     | 7                  | Chicago Black Hawks | 0                   |                     |                  |                  |  |   |                     |            |            |  |   |                       |                       |                       |
|  | 4               | Boston Bruins       | 7                  | Chicago Black Hawks | 0                   | 3                   |                  |                  |  |   |                     |            |            |  |   |                       |                       |                       |
|  | 4               | Boston Bruins       |                    |                     |                     | 3                   |                  |                  |  |   |                     |            |            |  |   |                       |                       |                       |
|  | 13              | Pittsburgh Penguins | 2                  |                     |                     |                     |                  |                  |  |   |                     |            |            |  |   |                       |                       |                       |
|  | 13              | Pittsburgh Penguins | 2                  |                     |                     |                     |                  |                  |  |   |                     |            |            |  | 1 | Philadelphia Flyers   | 2                     |                       |
|  |                 |                     |                    |                     |                     |                     |                  |                  |  |   |                     |            |            |  | 1 | Philadelphia Flyers   | 2                     |                       |
|  |                 | 5                   | New York Islanders | 4                   |                     |                     |                  |                  |  |   |                     |            |            |  |   |                       |                       |                       |
|  | 5               | 5                   | New York Islanders | 4                   | New York Islanders  | 3                   |                  |                  |  |   |                     |            |            |  |   |                       |                       |                       |
|  | 5               |                     |                    |                     | New York Islanders  | 3                   |                  |                  |  |   |                     |            |            |  |   |                       |                       |                       |
|  | 12              | Los Angeles Kings   | 1                  |                     |                     |                     |                  |                  |  |   |                     |            |            |  |   |                       |                       |                       |
|  | 12              | Los Angeles Kings   | 1                  |                     | 3                   | Montreal Canadiens  | 3                |                  |  |   |                     |            |            |  |   |                       |                       |                       |
|  |                 |                     |                    |                     | 3                   | Montreal Canadiens  | 3                |                  |  |   |                     |            |            |  |   |                       |                       |                       |
|  |                 |                     | 6                  | Minn. North Stars   | 4                   |                     |                  |                  |  |   |                     |            |            |  |   |                       |                       |                       |
|  | 6               | Minn. North Stars   | 6                  | Minn. North Stars   | 4                   | 3                   |                  |                  |  |   |                     |            |            |  |   |                       |                       |                       |
|  | 6               | Minn. North Stars   |                    |                     |                     | 3                   |                  |                  |  |   |                     |            |            |  |   |                       |                       |                       |
|  | 11              | Toronto Maple Leafs | 0                  |                     |                     |                     |                  |                  |  |   |                     |            |            |  |   |                       |                       |                       |
|  | 11              | Toronto Maple Leafs | 0                  |                     |                     |                     |                  |                  |  | 2 | Buffalo Sabres      | 2          |            |  |   |                       |                       |                       |
|  |                 |                     |                    |                     |                     |                     |                  |                  |  | 2 | Buffalo Sabres      | 2          |            |  |   |                       |                       |                       |
|  |                 | 5                   | New York Islanders | 4                   |                     |                     |                  |                  |  |   |                     |            |            |  |   |                       |                       |                       |
|  | 7               | 5                   | New York Islanders | 4                   | Chicago Black Hawks | 3                   |                  |                  |  |   |                     |            |            |  |   |                       |                       |                       |
|  | 7               |                     |                    |                     | Chicago Black Hawks | 3                   |                  |                  |  |   |                     |            |            |  |   |                       |                       |                       |
|  | 10              | St. Louis Blues     | 0                  |                     |                     |                     |                  |                  |  |   |                     |            |            |  |   |                       |                       |                       |
|  | 10              | St. Louis Blues     | 0                  |                     | 4                   | Boston Bruins       | 1                |                  |  |   |                     |            |            |  |   |                       |                       |                       |
|  |                 |                     |                    |                     | 4                   | Boston Bruins       | 1                |                  |  |   |                     |            |            |  |   |                       |                       |                       |
|  |                 |                     | 5                  | New York Islanders  | 4                   |                     |                  |                  |  |   |                     |            |            |  |   |                       |                       |                       |
|  | 8               | New York Rangers    | 5                  | New York Islanders  | 4                   | 3                   |                  |                  |  |   |                     |            |            |  |   |                       |                       |                       |
|  | 8               | New York Rangers    |                    |                     |                     | 3                   |                  |                  |  |   |                     |            |            |  |   |                       |                       |                       |
|  | 9               | Atlanta Flames      | 1                  |                     |                     |                     |                  |                  |  |   |                     |            |            |  |   |                       |                       |                       |

## Prêmios da NHL
| Prêmios de 1979-80 da NHL       | Prêmios de 1979-80 da NHL                                          |
| ------------------------------- | ------------------------------------------------------------------ |
| Troféu Príncipe de Gales:       | Buffalo Sabres                                                     |
| Taça Clarence S. Campbell:      | Philadelphia Flyers                                                |
| Troféu Art Ross:                | Marcel Dionne, Los Angeles Kings                                   |
| Troféu Memorial Bill Masterton: | Al MacAdam, Minnesota North Stars                                  |
| Troféu Memorial Calder:         | Ray Bourque, Boston Bruins                                         |
| Troféu Conn Smythe:             | Bryan Trottier, New York Islanders                                 |
| Troféu Frank J. Selke:          | Bob Gainey, Montreal Canadiens                                     |
| Troféu Memorial Hart:           | Wayne Gretzky, Edmonton Oilers                                     |
| Prêmio Jack Adams:              | Pat Quinn, Philadelphia Flyers                                     |
| Troféu Memorial James Norris:   | Larry Robinson, Montreal Canadiens                                 |
| Troféu Memorial Lady Byng:      | Wayne Gretzky, Edmonton Oilers                                     |
| Prêmio Lester B. Pearson:       | Marcel Dionne, Los Angeles Kings                                   |
| Prêmio Mais/Menos da NHL:       | Jim Schoenfeld, Buffalo Sabres & Jimmy Watson, Philadelphia Flyers |
| Troféu Vezina:                  | Don Edwards & Bob Sauve, Buffalo Sabres                            |
| Troféu Lester Patrick:          | Bobby Clarke, Edward M. Snider, Frederick A. Shero                 |

### Seleções da liga
| Primeiro Time                      | Posição | Segundo Time                       |
| ---------------------------------- | ------- | ---------------------------------- |
| Tony Esposito, Chicago Black Hawks | G       | Don Edwards, Buffalo Sabres        |
| Larry Robinson, Montreal Canadiens | D       | Borje Salming, Toronto Maple Leafs |
| Ray Bourque, Boston Bruins         | D       | Jim Schoenfeld, Buffalo Sabres     |
| Marcel Dionne, Los Angeles Kings   | CC      | Wayne Gretzky, Edmonton Oilers     |
| Guy Lafleur, Montreal Canadiens    | PD      | Danny Gare, Buffalo Sabres         |
| Charlie Simmer, Los Angeles Kings  | PE      | Steve Shutt, Montreal Canadiens    |

## Estatísticas por jogador

### Artilheiros
J = Partidas jogadas, G = Gols, A = Assistências, Pts = Pontos, PEM = Penalizações em minutos
| Jogador           | Time                | J  | G  | A  | Pts | PEM |
| ----------------- | ------------------- | -- | -- | -- | --- | --- |
| Marcel Dionne     | Los Angeles Kings   | 80 | 53 | 84 | 137 | 32  |
| Wayne Gretzky     | Edmonton Oilers     | 79 | 51 | 86 | 137 | 21  |
| Guy Lafleur       | Montreal Canadiens  | 74 | 50 | 75 | 125 | 12  |
| Gilbert Perreault | Buffalo Sabres      | 80 | 40 | 66 | 106 | 57  |
| Mike Rogers       | Hartford Whalers    | 80 | 44 | 61 | 105 | 10  |
| Bryan Trottier    | New York Islanders  | 78 | 42 | 62 | 104 | 68  |
| Charlie Simmer    | Los Angeles Kings   | 64 | 56 | 45 | 101 | 65  |
| Blaine Stoughton  | Hartford Whalers    | 80 | 56 | 44 | 100 | 16  |
| Darryl Sittler    | Toronto Maple Leafs | 73 | 40 | 57 | 97  | 62  |
| Blair MacDonald   | Edmonton Oilers     | 80 | 46 | 48 | 96  | 24  |

### Goleiros líderes
J = Partidas jogadas, MJ=Minutos jogados, GC = Gols contra, TG = Tiros ao gol, MGC = Média de gols contra, V = Vitórias, D = Derrotas, E = Empates, SO = Shutouts
| Jogador        | Time                  | J  | MJ   | GC  | MGC  | V  | D  | E  | SO |
| -------------- | --------------------- | -- | ---- | --- | ---- | -- | -- | -- | -- |
| Bob Sauve      | Buffalo Sabres        | 32 | 1880 | 74  | 2.36 | 20 | 8  | 4  | 4  |
| Denis Herron   | Montreal Canadiens    | 34 | 1909 | 80  | 2.51 | 25 | 3  | 3  | 0  |
| Don Edwards    | Buffalo Sabres        | 49 | 2920 | 125 | 2.57 | 27 | 9  | 12 | 2  |
| Pete Peeters   | Philadelphia Flyers   | 40 | 2373 | 108 | 2.73 | 29 | 5  | 5  | 1  |
| Gilles Gilbert | Boston Bruins         | 33 | 1933 | 88  | 2.73 | 20 | 9  | 3  | 1  |
| Gerry Cheevers | Boston Bruins         | 42 | 2479 | 116 | 2.81 | 24 | 11 | 7  | 4  |
| Billy Smith    | N.Y. Islanders        | 38 | 2114 | 104 | 2.95 | 15 | 14 | 7  | 2  |
| Tony Esposito  | Chicago Black Hawks   | 69 | 4140 | 205 | 2.97 | 31 | 22 | 16 | 6  |
| Glenn Resch    | N.Y. Islanders        | 45 | 2606 | 132 | 3.04 | 23 | 14 | 6  | 3  |
| Gilles Meloche | Minnesota North Stars | 54 | 3141 | 160 | 3.06 | 27 | 20 | 5  | 1  |

## Estreias
Esta é uma lista de jogadores importantes que jogaram seu primeiro jogo na NHL em 1979-80 (listados com seu primeiro time, asterisco marca estreia nos playoffs):
- Kent Nilsson, Atlanta Flames
- Paul Reinhart, Atlanta Flames
- Brad McCrimmon, Boston Bruins
- Craig MacTavish, Boston Bruins
- Ray Bourque, Boston Bruins
- Mike Ramsey, Buffalo Sabres
- Darryl Sutter, Chicago Black Hawks
- Rob Ramage, Colorado Rockies
- John Ogrodnick, Detroit Red Wings
- Mike Foligno, Detroit Red Wings
- Kevin Lowe, Edmonton Oilers
- Mark Messier, Edmonton Oilers
- Wayne Gretzky, Edmonton Oilers
- Dave Semenko, Edmonton Oilers
- John Garrett, Hartford Whalers
- Gordie Roberts, Hartford Whalers
- Mark Howe, Hartford Whalers
- Mike Rogers, Hartford Whalers
- Jay Wells, Los Angeles Kings
- Craig Hartsburg, Minnesota North Stars
- Chris Nilan, Montreal Canadiens
- Keith Acton, Montreal Canadiens
- Rick Meagher, Montreal Canadiens
- Richard Brodeur, New York Islanders
- Ken Morrow, New York Islanders
- Duane Sutter, New York Islanders
- Brian Propp, Philadelphia Flyers
- Michel Goulet, Quebec Nordiques
- Real Cloutier, Quebec Nordiques
- Mike Liut, St. Louis Blues
- Joe Mullen*, St. Louis Blues
- Laurie Boschman, Toronto Maple Leafs
- Rick Vaive, Vancouver Canucks
- Mike Gartner, Washington Capitals
- Dave Christian, Winnipeg Jets

## Últimos jogos
Esta é uma lista de jogadores importantes que jogaram seu último jogo na NHL em 1979-80 (listados com seu último time):
- Paul Henderson, Atlanta Flames
- Gerry Cheevers, Boston Bruins
- Dave Schultz, Buffalo Sabres
- Keith Magnuson, Chicago Black Hawks
- Stan Mikita, Chicago Black Hawks
- Bill Flett, Edmonton Oilers
- Al Hamilton, Edmonton Oilers
- Gordie Howe, Hartford Whalers
- Bobby Hull, Hartford Whalers
- Dale Tallon, Pittsburgh Penguins
- Carl Brewer, Toronto Maple Leafs
- Dennis Hextall, Washington Capitals
- Gary Smith, Winnipeg Jets

## Data limite para negociações
Data limite: 11 de março de 1980.
- 10 de março de 1980: Butch Goring negociado de Los Angeles para o NY Islanders por Billy Harris e Dave Lewis.
- 10 de março de 1980: Jerry Korab trocado de Buffalo para Los Angeles pela escolha da primeira rodada do Draft de 1982 de Los Angeles (Phil Housley).
- 11 de março de 1980: Ron Chipperfield trocado de Edmonton para Quebec por Ron Low.
- 11 de março de 1980: Cam Connor e a escolha da terceira rodada de Edmonton no Draft de 1981 trocados por Edmonton para o NY Rangers por Don Murdoch.
- 11 de março de 1980: Jim Corsi trocado de Edmonton para Minnesota por considerações futuras.